# Малков Андрій Віталійович
Андрій Віталійович Малков (рос. Андрей Витальевич Малков; 29 квітня 1973, м. Кірово-Чепецьк, СРСР) — російський хокеїст, воротар. Виступає за «Хімік-СКА» (Новополоцьк) у Білоруській Екстралізі.
Хокеєм почав займатися у 1981 році. Вихованець хокейної школи «Олімпія» (Кірово-Чепецьк). Виступав за «Сибір» (Новосибірськ), «Динамо-Енергія» (Єкатеринбург), «Локомотив» (Ярославль), «Амур» (Хабаровськ), «Металург» (Магнітогорськ), «Витязь» (Чехов), «Сєвєрсталь» (Череповець), «Динамо» (Москва), «Газовик» (Тюмень), «Хімік-СКА» (Новополоцьк, Білорусь).
З 2012 року — тренер воротарів команди «Локо» з Ярославля (Молодіжна хокейна ліга).
Досягнення
- Чемпіон Росії (2002, 2003).